# Дума про плач невільника
Плач невільника в турецькім полоні — українська народна ліроепічна дума, в якій описується страждання козаків у турецькій неволі. «Плач невільника» є однією із найдавніших дум, вона була написана у 15-16 столітті. За стилем і мелодією ця дума нагадує поховальні голосіння. Разом із думою «Плач невільників» («Невольники на каторзі») їх відносять до невольницьких плачей.  [Архівовано 4 березня 2016 у Wayback Machine.]
Інколи до невольницьких плачей відносять інші думи присвячені долі козаків у турецькому полоні («Самійло Кішка», "Маруся Богуславка», «Іван Богуславець», «Втеча трьох братів з города Азова»). Але основна тема їх визволення з неволі, а не оплакування страждань, тому вони вважаються епічними думами.

## Сюжет
В думі українські козаки розповідають про свої страждання в турецькій неволі і благають допомогти їм.
До сюжету думи звертався Тарас Шевченко у поемі «Гамалія», присвяченій морському походові козаків з метою визволення невільників із турецького полону. Шевченко починає поему піснею-плачем невільників, яка перегукується із народною думою.

## Історія записів
Відомо кілька варіантів думи «Плач невільника». Вперше була записана на початку 1830-х pp. у Полтавській губернії Платоном Лукашевичем. Опубліковано у виданні: «Малороссийские и червонорусские народные думы и песни». СПб, 1836, с. 64—65. [Архівовано 13 травня 2012 у Wayback Machine.]

## Музика
Від миргородського кобзаря Михайла Кравченка Ф. Колесса записав мелодії думи — «Плач невільника» в 1910 р.

## Виконавці
- Кобзарі

М. Кравченко,
Іван Кучеренко,
- Бандуристи

Є. Мовчан,
- Лірники

Іван Скубій, А. Гребінь,